# Museo del Azulejo (Montevideo)
El Museo del Azulejo es un museo perteneciente a la Intendencia Municipal de Montevideo ubicado en la calle Yi 1444 en Uruguay.

## Características
El Museo expone la colección particular del arquitecto Alejandro Artucio, compuesta por más de cinco mil piezas colectadas durante un lapso de 40 años, que fue donada a la IM en septiembre de 2004. Cada año en el museo se realizan exposiciones temporales de pintura, escultura, cerámica, entre otras. El edificio, que combina el estilo art deco y la arquitectura racionalista, fue diseñado por el arquitecto Leopoldo Carlos Artucio en 1931.
En 2009, la sede del museo dejó de estar en el barrio Pocitos y pasó a estar ubicada en el Centro de Montevideo.

## Colecciones
El museo cuenta con más de 5000 piezas provenientes de 8 países.
Las colecciones del museo comprenden: 
- Azulejos Estanníferos Franceses
- Azulejos art nouveau y art deco.
- Azulejos Decorados por Transferencia
- Azulejos Sevillanos de Producción Industrial
- Azulejos Catalanes y Valecianos
- Azulejos Delft
- Azulejos Industriales procedentes de Aubagne y otras zonas de Francia
- Azulejos Portugueses
- Azulejos Mexicanos
- Azulejos del horno de Francisco Aguiar
- Azulejos Cristálicos
- Azulejos Napolitanos
- Azulejos industriales Valecianos.[4]

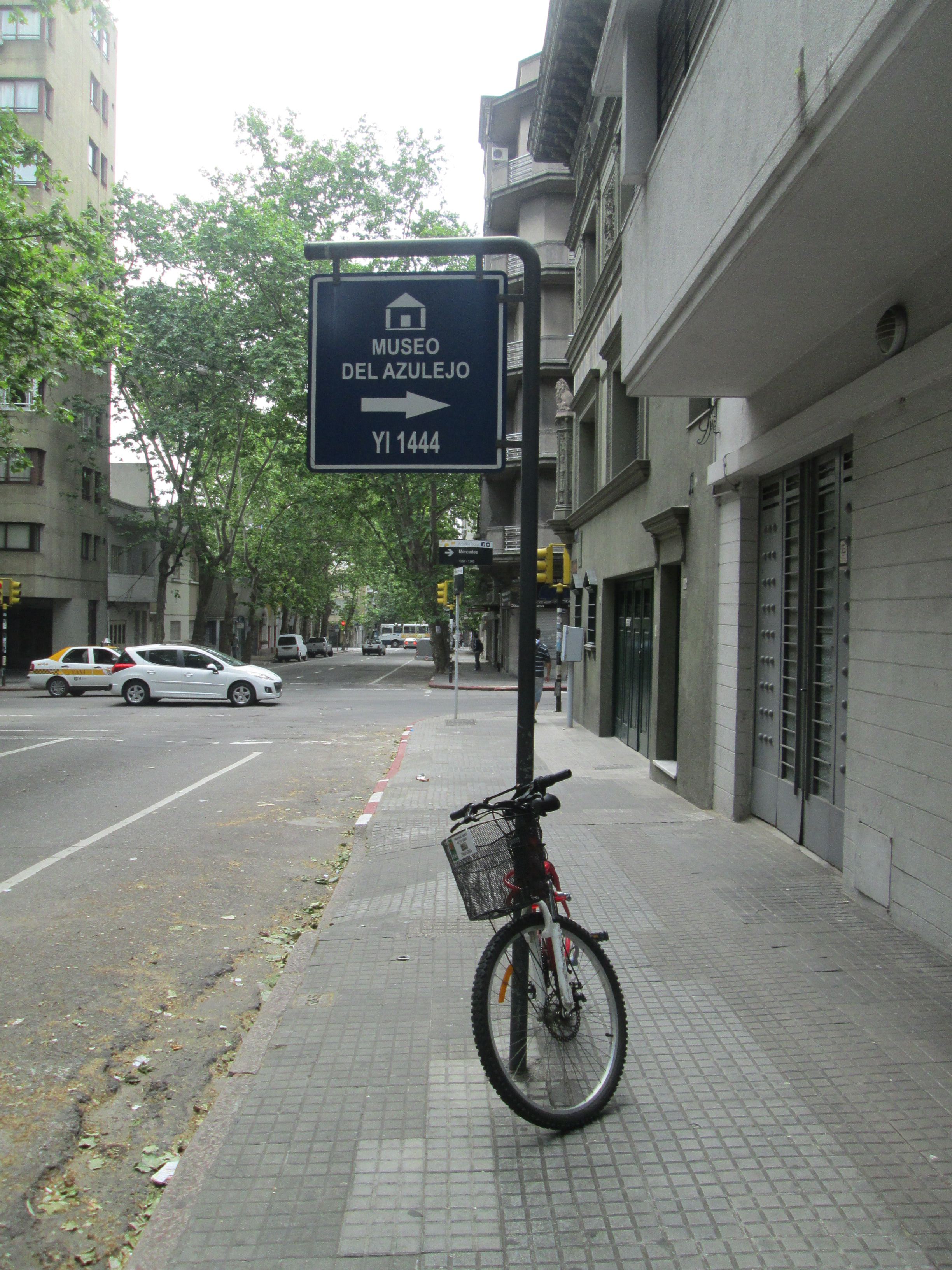
Señalización de entrada al museo.
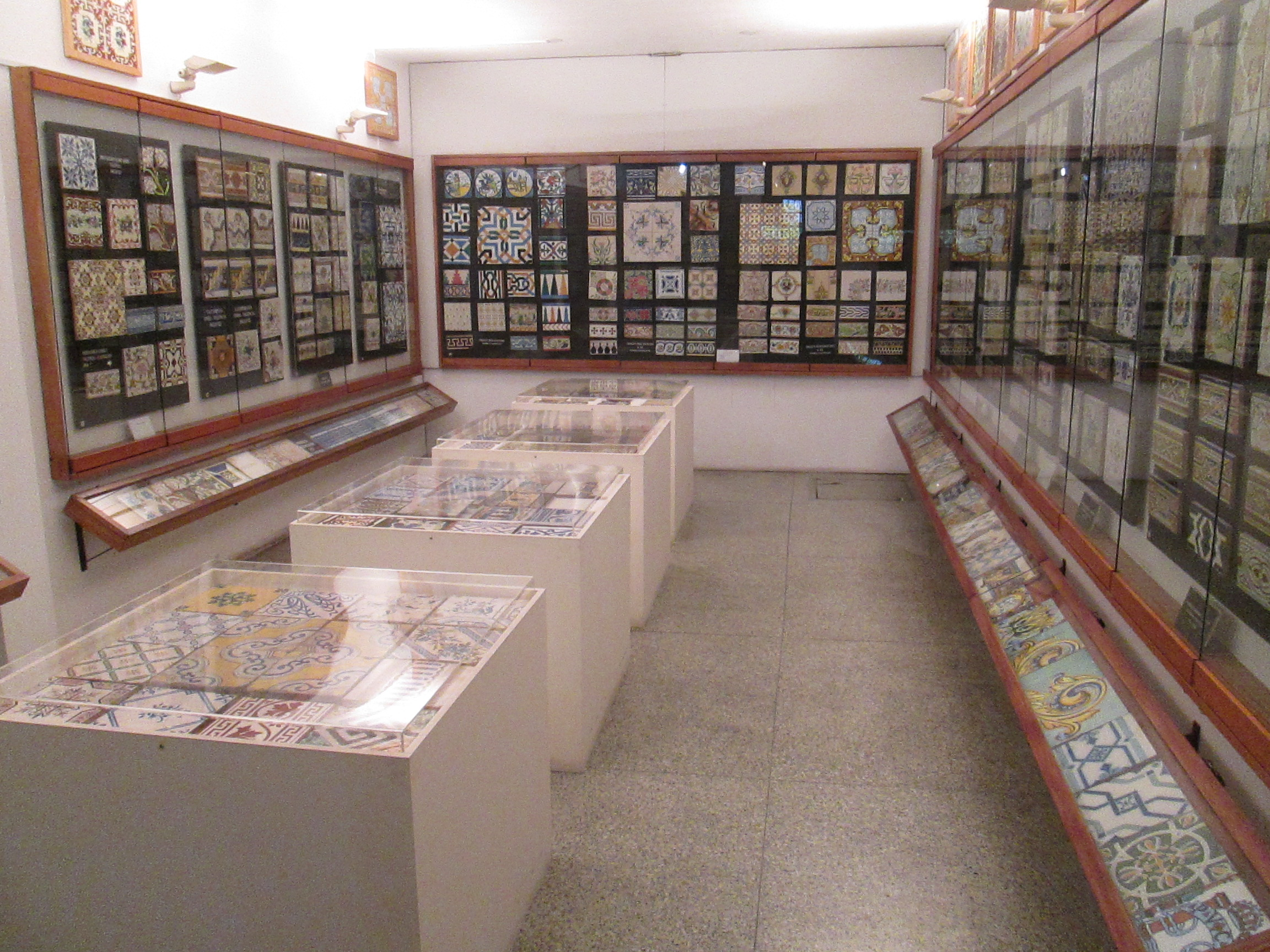
Parte de las piezas que se encuentran en el primer piso del museo.
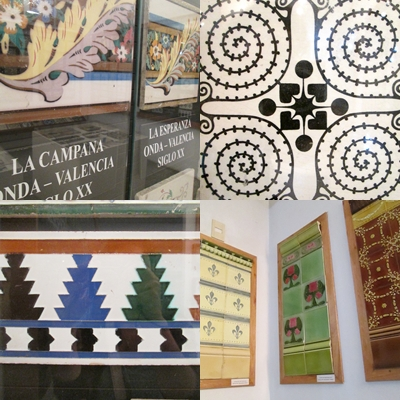
Algunas de las 5000 piezas de la exposición.